# Ali Zamir
Pour les articles homonymes, voir Zamir.
Œuvres principales
- Anguille sous roche
- Mon Étincelle
- Dérangé que je suis

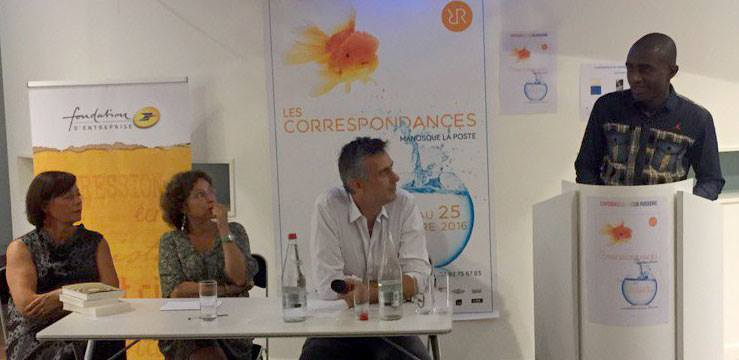
Ali Zamir à la conférence de presse du Festival Les Correspondances de Manosque en 2016 (Paris).

Ali Zamir est un écrivain et chercheur comorien, né à Mutsamudu sur l'île d'Anjouan le 7 janvier 1987. Il a remporté en 2016 le Prix Senghor, la Mention spéciale du Prix Wepler pour son roman Anguille sous roche et en 2019 le Prix Roman France Télévisions pour Dérangé que je suis, parus aux éditions Le Tripode.
Il a écrit plusieurs nouvelles dont Mangeuse de rat (Grand Prix du département de Langue et Littérature française de la Faculté de Lettres de l’Université du Caire) et fait l'objet d'éloges dans les milieux littéraires depuis la rentrée littéraire de l’année 2016.

## Biographie
Ali Zamir est né d’un ancien instituteur devenu plus tard conseiller pédagogique et d’une ménagère ; auteur de contes et nouvelles depuis son enfance, de plusieurs articles sur la violence et la délinquance juvénile et sur l’évolution de la littérature face au monde numérique. Grâce à l’obtention d’une bourse, il part étudier les lettres modernes à l’Université du Caire, où il obtient un master en 2010. Diplômé de l'Université du Caire (Égypte) avec mention en Lettres modernes.
C’est au Caire qu’il écrit, entre la fin 2009 et le début 2010, son roman Anguille sous roche. Et c'est aussi dans cette ville qu'il a découvert en lui cette nécessité de communiquer à travers une écriture qui témoigne d'une diversité culturelle et qui fera de lui ce qu'il est aujourd'hui : un écrivain qui bouscule les méthodes établies.
Ses premiers textes sont des nouvelles sur le sida (Roger et Rosine, Karim l'invincible, Une fille pas comme les autres…). Son premier texte lu au Caire (mais inédit) est un extrait autobiographique qui s’intitule Un samedi soir pas comme les autres. Ce texte relate le soir de son arrivée au Caire en 2005. Puis des nouvelles, comme Mangeuse de rat !, qui lui valut le plus grand prix du département de langue et littérature française de la Faculté de Lettres de l’Université du Caire en 2008. Il a passé plusieurs formations d’activités théâtrales aux Comores, notamment avec l’association française « Vents et Marées » de La Roche-sur-Yon, et d’autres formations basées sur la communication avec une autre compagnie française connue sous le nom de  « Les Passeurs de Mots », au Caire.
Ali Zamir vit à Montpellier , dans le département de l'Hérault.

## Carrière professionnelle
Ali Zamir a travaillé dans une compagnie canadienne de télécommunication, au Caire, comme agent et conseiller au service à la clientèle pendant six mois, avant de rentrer aux Comores en 2011. Depuis son retour au pays, il a exercé plusieurs fonctions : conseiller municipal, chargé de mission du Ministre de la Justice et de la Fonction publique, puis professeur de français en classe de terminale, délégué chargé de la Police municipale, du Service eau et du Tourisme de la Commune de Mutsamudu, représentant de la mairie de Mutsamudu au Forum international des Médinas (FIM) à Tanger (Maroc), le 24, 25 et 26 avril 2014 sous le thème : « Le patrimoine : enjeux et opportunités pour un développement durable ».
Actif dans les milieux associatifs et culturels, il est devenu d’abord membre du Collectif du Patrimoine des Comores, avant d’occuper le poste de secrétaire général de cette association de 2014 jusqu’en 2016. Parallèlement, à partir du mois de décembre 2014 jusqu’en juillet 2016, il est nommé par voie de concours, directeur de la Culture et des Affaires associatives de l’ile autonome d’Anjouan.[réf. nécessaire]
Invité en janvier 2017 à inaugurer la résidence d'écrivain créée par Montpellier Méditerranée Métropole, au musée archéologique Lattara-Henri Prades, il est donc le premier auteur à y avoir résidé pendant cinq mois pour écrire son deuxième roman Mon Étincelle.

## Parcours littéraire

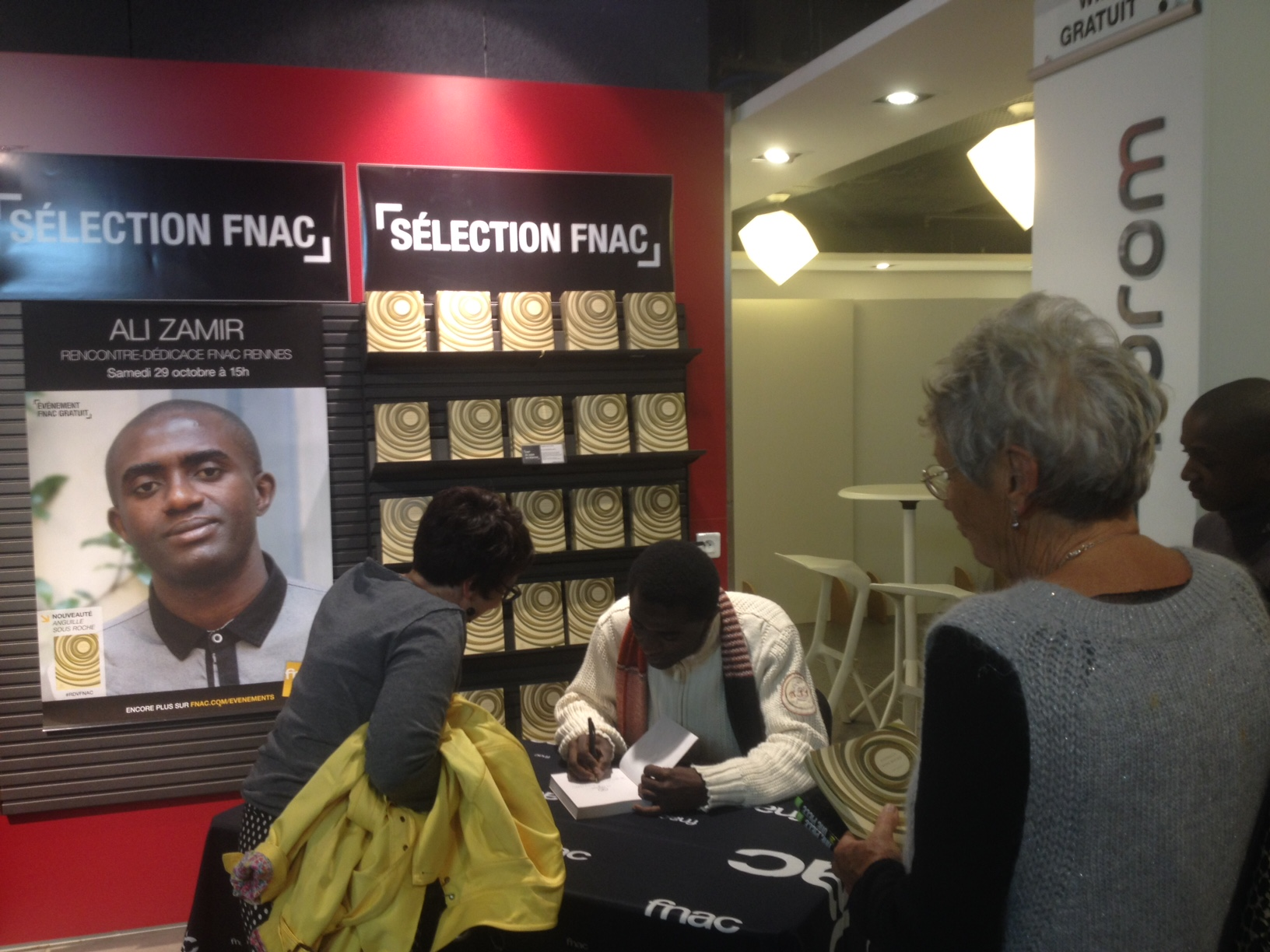
Ali Zamir dédicace son roman à la Fnac de Rennes en 2016

« Dès l'école primaire, je lisais, même sans électricité, et chez nous on coupe l'électricité fréquemment ». Élevé par une mère illettrée, c’est à partir des milieux culturels comme l’Alliance française qu'il commence à fréquenter les livres. Enfant, il avait déjà lu Notre Dame de Paris, Le Dernier Jour d'un condamné et Les Misérables de Victor Hugo. Zamir ne sait pas qui l’a influencé mais il se souvient avoir lu également et beaucoup aimé Bonjour tristesse de Françoise Sagan avant de lire Eugénie Grandet d’Honoré de Balzac, Madame Bovary de Gustave Flaubert et Antigone de Jean Anouilh. Lorsqu’il part en 2005 pour Le Caire, il avait déjà écrit quelques nouvelles.
Découvrant des ouvrages comme Étoile errante de Le Clézio dont il a réalisé une étude comparative avec Le Petit Homme et la guerre, le voyage du petit Gandhi d’Elias Khoury ou encore Le Procès de Franz Kafka et L'Étranger d'Albert Camus dont il fait également une étude comparative approfondie à la fin de l’année 2009, il a commencé à rédiger Anguille sous roche qu'il finira en 2010.
C’est également au Caire que Zamir rencontre des écrivains tels que l’auteur de La Modification, Michel Butor, ou Erik Orsenna de l’Académie française.
Selon Télérama, Zamir « porte un grand amour à la langue française et maîtrise l’art d’alpaguer le lecteur ».
Chaque texte d'Ali Zamir est « un nouveau cri, une nouvelle rébellion et une langue poétique » selon France Culture.

### Dérangé que je suis
Récit multicolore témoignant d'un mélange survitaminé de genres (on passe en un clin d’œil du drame à la farce), Dérangé que je suis n'a pas cessé de faire l'objet d'éloges dans les milieux littéraires depuis sa sortie en librairie le 3 janvier 2019. Il s'agit des mésaventures tragi-comiques d’un misérable docker avec des habits rapiécés sur le port International Ahmed Abdallah Abderemane de Mutsamudu qui tente de gagner sa croûte en portant bagages et colis sur son chariot rafistolé. Bref, ce récit met en scène selon Marianne « l'éternelle histoire de la misère et de l'exploitation avec gaieté , crudité et invention ». Maltraité par la société, Dérangé fait en même temps rire et pitié :  « dans un roman à l’invention verbale irrésistible, Ali Zamir prend pour héros un pauvre homme à l’esprit secoué qui n’a pas la langue dans sa poche, même trouée », remarque L'Humanité.
L'alternance des registres de la langue, le mélange des genres et la puissance ininterrompue des scènes font de ce roman-film virevoltant non seulement un texte riche et significatif mais aussi un questionnement à la littérature, voire à la langue elle-même : « Ali Zamir poursuit, avec une subtilité accrue, l'entreprise qui l'occupe depuis ses débuts : tordre, enfreindre, subvertir les règles de la langue française depuis ses franges méprisées, afin de la questionner et de l'ouvrir » analyse en profondeur Le Monde.
Ici la place très originale qu'occupe Ali Zamir dans la littérature d'expression française se confirme nettement, ainsi que  son don pour les récits incongrus et l'usage des mots rares : « En même temps que Dérangé rejoint les grands ingénus de la littérature, Ali Zamir revitalise la langue française en la plongeant, pour notre bonheur, dans l'océan Indien », conclut L'Obs. À la parution de Dérangé que je suis, ce magazine d'actualité hebdomadaire n'a pas hésité à inviter son lectorat à la découverte de l'œuvre du jeune auteur : « Lisez Zamir ! Cet hiver, où le roman français se flatte d'être neurasthénique et abuse de la sérotonine, la littérature la plus brûlante nous vient des Comores ».
Considéré par Télérama en 2017 comme un « agitateur des lettres » après Anguille sous roche et Mon Étincelle, « celui qui fait tenir tout l’alphabet dans sa signature (A. Z.), revient mettre du désordre dans les lettres avec Dérangé que je suis » nous le déclare cette fois-ci le plus auguste journal belge Le Soir.
Dérangé que je suis est en lice pour le Prix Roman France Télévisions, le Grand prix RTL-Lire 2019 et le Grand Prix du Roman Métis 2019.

### Mon Étincelle
Paru le 7 septembre 2017 aux éditions du Tripode, Mon Étincelle confirme le talent du jeune auteur. « Ici, tout n'est que beauté littéraire. Tous ces contes entremêlés conjuguent en effet parfaitement humour et émotion, dans une langue sidérante d'inventivité. Étincelant, forcément », écrit le magazine Lire.
Au gré des histoires que vivent des personnages au nom les plus improbables – Étincelle, Douceur, Douleur, Efferalgan, Dafalgan, Vitamine, Calcium – on découvre le monde insulaire, truculent et contrasté  d’un écrivain décidément atypique. « Mon Étincelle, deuxième roman du Comorien, est une peinture de mœurs pleine d’urgence de ses compatriotes » estime Le Monde.
Multipliant les rebondissements, tout comme les interruptions, Mon Étincelle raille ouvertement la corruption et la discrimination professionnelle. Il s’agit cette fois non seulement d’une histoire d’amour mais aussi d’un roman « aussi fiévreux, allégorique, ironique, cruel que le précédent » écrit Libération.
« Cas somptueux de métissage littéraire », selon Les Inrockuptibles, Ali Zamir s’intéresse cette fois à une certaine Étincelle par laquelle passe le récit colore et truculent de multiples destins dans son bout du monde natal que lui contait sa mère.
Mon Étincelle faisait partie des quatre finalistes du Prix Méditerranée des lycéens 2018. Il figurait également dans la sélection finale du Prix Carbet de la Caraïbe et du Tout-Monde 2017.

### Anguille sous roche
Ali Zamir est un phénomène littéraire. Finaliste du Prix des cinq continents de la Francophonie en 2016, Anguille sous roche témoigne d'une littérature engagée : « Depuis 1995 et l’instauration d’un visa supprimant la libre circulation entre l’île française de Mayotte et le reste de l’archipel, la région connaît un terrible drame humain qui n’est pas sans rappeler la tragédie des migrants transitant par la mer Méditerranée » analyse Radio France internationale en évoquant cet ouvrage. « La prose élégiaque d’Ali Zamir s’élève tel un monument dédié aux Comoriens et à leurs drames ensevelis dans les ténèbres de l’invisibilité et de l’oubli », conclura t-elle.
« En cette rentrée littéraire cette Anguille électrique est résolument une bonne pêche »,, écrit Sean James Rose qui signe la critique de ce premier roman dans Livres Hebdo du 3 juin 2016. « Le jeune auteur comorien signe un soliloque élégiaque : une unique phrase, véritable houle verbale qui vous emporte dans son flot - et flow, comme dans le rap », explique-t-il.
Anguille sous roche figure dans la liste des « meilleurs livres de 2016 » dressée et publiée par Télérama le 23 décembre 2016. Classé parmi les deux meilleurs « premiers romans et grands talents », il fait partie des 16 romans qui ont fait l'année 2016 selon la Fnac.
Traduit dans plusieurs langues dont l'anglais, l'allemand et le néerlandais, Anguille sous roche a également fait l’objet de plusieurs adaptations théâtrales depuis sa sortie en librairie.
Sous la coupole de l'Académie Française, le 20 mars 2018, le Président Emmanuel Macron vante « un récit éblouissant »

## Distinctions et prix
Pour Anguille sous roche (2016) :
- Le Prix Senghor (Prix littéraire International)
- La Mention spéciale du Prix Wepler
- Le Prix Mandela de littérature[40]2017
- Le Prix des Rencontres à Lire de Dax 2017[41],[42]

Pour Mon Étincelle (2018) :
- Le Prix ACP Femmes et Jeunes (Groupe des États d'Afrique, des Caraïbes et du Pacifique)[43]

Pour Dérangé que je suis (2019) :
- Le Prix France Télévisions, catégorie roman[44]

Autres :
- Parrain en 2017 du VIIIe Florilège International des écrivains en herbe (désigné par l'Académie du Livre, l’Académie des sciences et lettres de Montpellier et le Ministère de l'éducation nationale français)[45].